# Андийски хребет
Андѝйският хребет (на руски: ААндийский хребет) е мощен планински хребет в североизточната част на планината Голям Кавказ, разположен в западната част на Република Дагестан и в югоизточната част на Република Чечения, Русия.
Простира се от запад на изток на протежение от около 60 km от прохода Харами до долината на река Сулак (влива се в Каспийско море), покрай десния бряг на река Андийско Койсу (лява съставяща на Сулак). Той е воводел между водосборните басейни на река Андийско Койсу на юг и реките Сунжа (десен приток на Терек) и Терек. Максимална височина връх Ахуцазукмеер 2745 m, разположен на Дагестанска територия. Втори по височина връх Саратау 2713 m. Изграден е предимно от кредни варовици. От него извират реките Гумс (десен приток на Сунжа), Аксай и Акташ (десни притоци на Терек) иредица малки притоци на река Андийско Койсу. По върховете е развит планинско-ливаден ландшафт, по северните склонове – планинско-горски, а по южните – храстово-ливаден. В източната част през прохода Харигавуртай (2227 m) преминава шосе от град Хасавюрт за районните центрове – селата Ботлих и Агвари.

## Топографски карти
- Топографска карта К-38-ХІ м 1:200000[2]